# Angolar (moeda)
O angolar foi a moeda oficial de Angola entre setembro de 1926 e dezembro de 1958. Substituiu o escudo angolano e foi por sua vez substituído pelo novo escudo português. O angolar foi emitido até janeiro de 1929 por uma Junta de Moeda e partir dessa data pelo Banco de Angola.
O Angolar estava dividido em 100 centavos.